# Анатомия на едно убийство
„Анатомия на едно убийство“ (на английски: Anatomy of a Murder) е американски игрален филм – съдебна драма, излязъл по екраните през 1959 година, режисиран от Ото Преминджър с участието на Джеймс Стюарт, Лий Ремик, Бен Газара, Артър О'Конъл и Джордж Скот в главните роли. Сценарият, написан от Уендъл Мейс, е адаптация по едноименния роман „Анатомия на едно убийство“ на американския щатски съдия Джон Волкър, издаден през 1958 г. под псевдонима Робърт Тревър.

## Сюжет
Внимание:  Текстът по-долу разкрива сюжета на произведението (или части от него)!
Пол Биглър (Джеймс Стюарт) е адвокат в малко провинциално градче, който дотогава е бил местен прокурор. Предвид липсата на постоянни клиенти, той прекарва голяма част от времето си на риболов и размотаване с алкохолизирания си приятел Парнел Маккарти (Артър О'Конъл). Когато в бар в покрайнините на града е извършено убийство, Биглър е помолен да защитава лейтенант Фредерик Маниън (Бен Газара), който е обвинен в убийството на Барни Куил, собственик на бара, за когото се твърди, че е изнасилил съпругата му.
Пол Биглър поема защитата по делото, и в хода на следствието установява, че съпругата на обвиняемия – Лора Маниън (Лий Ремик) е кокетка с доста фриволно поведение, а самият лейтенант е маниакално ревнив, с избухлив и невъздържан характер. В съдебната зала се появява изпратеният от губернатора на щата прокурор Клод Дансър (Джордж Скот), разпитват се свидетели, полицаи и психиатри. В крайна сметка Пол Биглър успява да спечели делото като доказва, че лейтенантът е действал по време на убийството под влиянието на „неудържим импулс“ и е изпаднал във временно умопомрачение. Подсъдимият е оправдан, но остава открит въпроса, дали наистина е бил невинен за убийството.

## В ролите
| Актьор             | Роля                                |
| ------------------ | ----------------------------------- |
| Джеймс Стюарт      | Пол Биглър, съдебен защитник        |
| Лий Ремик          | Лора Маниън, съпруга на обвиняемия  |
| Бен Газара         | лейтенант Фредерик Маниън, обвиняем |
| Артър О'Конъл      | Парнел Емет Маккарти                |
| Джордж Скот        | прокурор Клод Дансър                |
| Ив Арден           | Мейда Рътлидж                       |
| Катрин Грант       | Мери Пилант                         |
| Орсън Бийн         | д-р Матю Смит                       |
| Ръс Браун          | Джордж Лемън                        |
| Мъри Хамилтън      | Алфонс Пакет                        |
| Брукс Уест         | прокурор Мич Лодуик                 |
| Кен Линч           | сержант Джеймс Дърго                |
| Джон Колън         | зам.-шериф Суло                     |
| Хауърд Макниър     | д-р Домпиер                         |
| Александър Кемпбъл | д-р Грегъри Харкорт                 |

## Музика
Композитор на музиката към филма е прославения Дюк Елингтън, като филмовата музика е изпълнена от легендарния му оркестър.

## Награди и номинации
„Анатомия на едно убийство“ е сред основните заглавия на 32-рата церемония по връчване на наградите „Оскар“, където е номиниран за отличието в 7 категории, включително за най-добър филм, най-добра главна мъжка роля за Джеймс Стюарт и най-добри мъжки поддържащи роли за Джордж Скот и Артър О'Конъл. 

## Ото Преминджър за филма
„Вълнуващото в тази история е, че никога няма да узнаете истината. Исках да покажа как действа правосъдието. В нашата система е по-добре да оставите един човек ненаказан, отколкото да рискувате съдебна грешка и да вкарате в затвора някой напълно невинен човек. Това е, мисля, едно от най-великите завоевания на нашата цивилизация. Направих от Газара антипатичен герой за да се разбере, че е оправдан не защото е почтен. Оправдан е защото ние, обвинителите, не можем да докажем, че е виновен. Това, което ме интересува в една история, са единствено хората и понякога може би идеите, но не и събитията от фабулата. Затова отдавам най-голямо значение на героите. Почти всички сюжети са били разработени. Невъзможно е да се измисли нова ситуация, нова комедия или любовна история. Но хората са винаги нови и ако вие промените малко света, който ги заобикаля, става нещо вълнуващо. Именно това ме интересува.“ (Ото Преминджър)